# Aeroteh
SC Aeroteh SA este o companie producătoare de tehnologie aerospațială și militară din România.
Sediul societății: Bd. Iuliu Maniu nr. 220 A, Sector 6, București.
A fost înființată după 1991 prin desprinderea din cadrul societății Turbomecanica.
Pachetul majoritar de acțiuni este deținut de Dumitru Bănuț, care deține o participație de 58,75%.
Titlurile Aeroteh se tranzacționează la Bursa de Valori București, la categoria nelistate, sub simbolul AER.
Compania a încheiat anul 2006 cu o cifră de afaceri de 15,8 milioane lei și un profit net de 3,8 milioane lei.

## Informații financiare[3]
| Ani  | Venituri  | Cheltuieli | Profit   | Inventar | Rezerve | Creanțe  | Datorii  | Banca și numerar | Angajați |
| ---- | --------- | ---------- | -------- | -------- | ------- | -------- | -------- | ---------------- | -------- |
| 2021 | 115164701 | 84073179   | 31091522 | 22441276 | 0       | 37038771 | 26627595 | 13708279         | 115      |
| 2020 | 85300945  | 64812922   | 20488023 | 24108335 | 0       | 8971945  | 11439892 | 14712550         | 112      |
| 2019 | 105140128 | 73482684   | 31657229 | 24451201 | 0       | 23446928 | 14660415 | 11566087         | 112      |
| 2018 | 104677598 | 77591019   | 27086579 | 17440843 | 0       | 16646891 | 14586026 | 20675002         | 115      |
| 2017 | 80704977  | 65114731   | 15590246 | 23124397 | 0       | 18711702 | 22078283 | 10211524         | 112      |
| 2016 | 74151520  | 59074756   | 15143193 | 19496461 | 0       | 20289667 | 18940741 | 7740207          | 111      |